# Pan African FC
El Pan African Football SC es un equipo de fútbol de Tanzania que juega en la Kinondoni District Soccer League, la cuarta liga de fútbol más importante del país.

## Historia
El CF Pan African se fundó en 1970 en Dar es Salaam, Tanzania. Es de la capital Dar es Salaam y ha ganado la Liga tanzana de fútbol en 2 ocasiones y la Copa de Tanzania en 3 oportunidades. Ha estado presente en 4 torneos de la CAF donde en todos pasó la primera ronda.
La temporada 2007-08 fue la última en la Liga tanzana de fútbol hasta el momento, en la que ocupó el último lugar.
A pesar de sus éxitos anteriores, el club ha experimentado dificultades en los últimos años, en los que su rendimiento en la liga ha sido más irregular. Sin embargo, el equipo sigue desempeñando un papel en el desarrollo de jóvenes jugadores y sigue siendo un nombre respetado en el fútbol tanzano.

### Logros
Los mayores logros del CF Pan African están ligados a su dominio del fútbol tanzano durante las décadas de 1970 y 1980. El club ha ganado la Premier League tanzana en varias ocasiones, aunque sus éxitos recientes han sido limitados. El club también ha participado en competiciones continentales, representando a Tanzania en torneos como la Liga de Campeones de la CAF y la Copa Confederación de la CAF en el pasado.El club es patrocinado por Merdian.

## Palmarés
- Liga tanzana de fútbol: 2

1982, 1988
- Copa de Tanzania: 3

1978, 1979, 1981

## Participación en competiciones de la CAF
| Temporada | Torneo                            | Ronda      | Club                     | Casa  | Visita | Global      |
| --------- | --------------------------------- | ---------- | ------------------------ | ----- | ------ | ----------- |
| 1979      | Recopa Africana                   | 1          | Omedla                   | 1-0   | 0-1    | 1-1 (5-4 p) |
| 1979      | Recopa Africana                   | 2          | AS Vita Club             | 2-1   | 0-1    | 2-2 (a)     |
| 1980      | Recopa Africana                   | 1          | AS Sotema                | 4-3   | 1-1    | 5-4         |
| 1980      | Recopa Africana                   | 2          | Shooting Stars FC        | 0-1   | 1-2    | 1-3         |
| 1982      | Recopa Africana                   | 1          | Mukura Victory Sports FC | 4-0   | 4-0    | 8-0         |
| 1982      | Recopa Africana                   | 2          | Power Dynamos FC         | 1-0   | 0-1    | 1-1 (3-5 p) |
| 1983      | Copa Africana de Clubes Campeones | 1          | Wagad                    | 0-0   | 2-1    | 2-1         |
| 1983      | Copa Africana de Clubes Campeones | 2          | Nkana FC                 | 0-0   | 0-0    | 0-0 (2-4 p) |
| 1989      | Copa Africana de Clubes Campeones | Preliminar | Mbabane Highlanders      | w.o.1 | 0-2    | 0-2         |

1- Pan African FC abandonó el torneo antes de jugar el partido de vuelta.